# Outrage public à la pudeur
Pour les articles homonymes, voir Outrage.

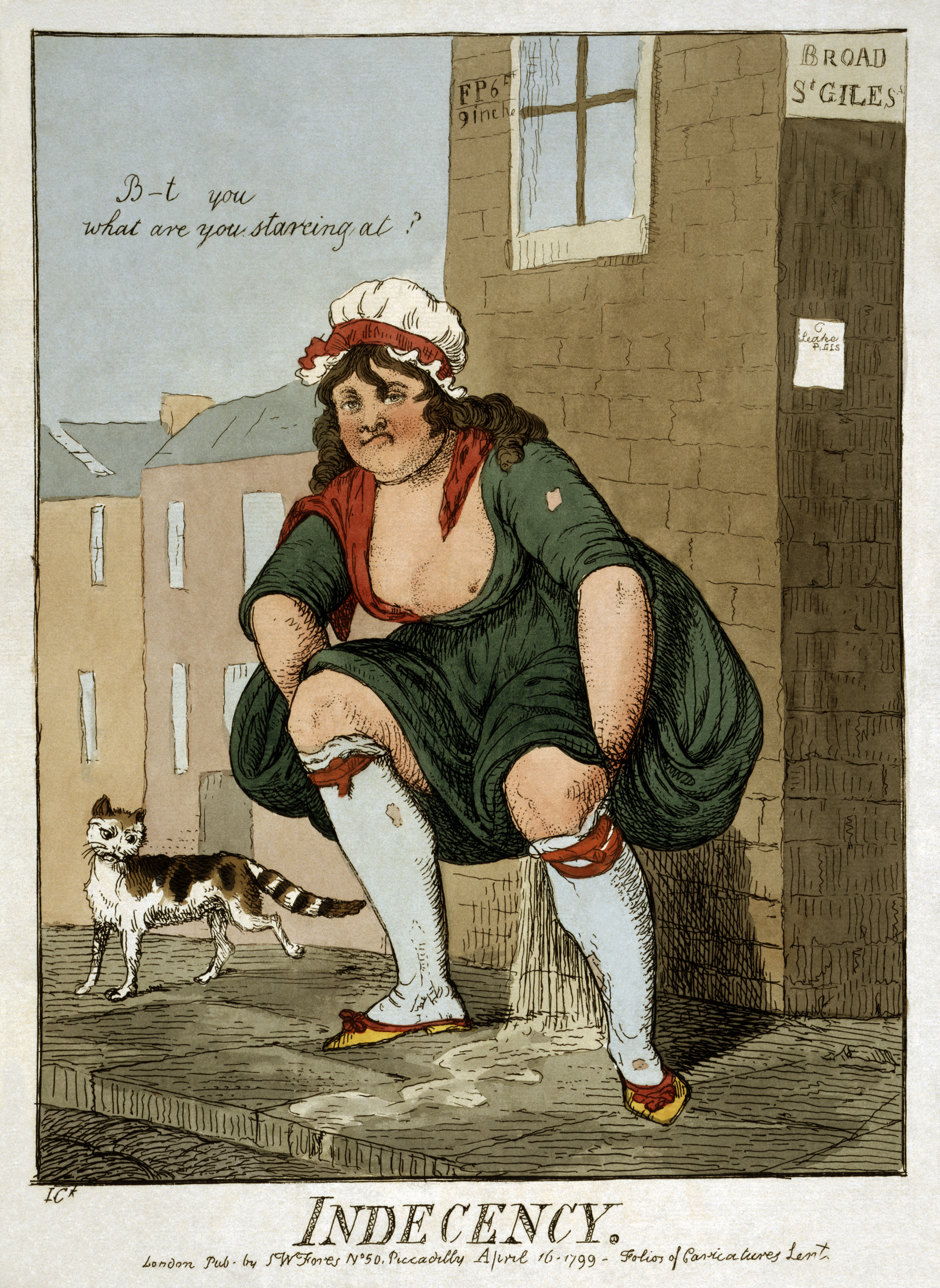
La miction publique est souvent considérée comme outrage public à la pudeur, comme illustré dans ce dessin de 1799 signé Isaac Cruikshank.

L’outrage public à la pudeur se réfère à un acte répréhensible dans l'espace public ou (dans certaines juridictions) une violation du droit à la pudeur, démontrée par une indécence naturelle, telle qu'une exhibition sexuelle, une relation sexuelle ou même une masturbation à la vue d'un public. De telles activités sont souvent illégales.

## Droit par pays

### Canada
Bien que le Code criminel du Canada nomme cette infraction criminelle « actions indécentes » plutôt qu'outrage public à la pudeur, il s'agit de termes synonymes. Cette infraction est prévue à l'article 173 (1) C.cr.

« Actions indécentes
173 (1) Quiconque volontairement commet une action indécente soit dans un endroit public en présence d’une ou de plusieurs personnes, soit dans un endroit quelconque avec l’intention d’ainsi insulter ou offenser quelqu’un, est coupable :
a) soit d’un acte criminel passible d’un emprisonnement maximal de deux ans;
b) soit d’une infraction punissable sur déclaration de culpabilité par procédure sommaire. »

### France
L'outrage public à la pudeur était un délit réprimé dans l'article 330 de l'ancien Code pénal de 1810 :
« Toute personne qui aura commis un outrage public à la pudeur sera punie d'un emprisonnement de trois mois à deux ans, et d'une amende de 500 F à 15 000 F. »
— Article 330 de l'Ancien code pénal
En 1960, à la suite de l'amendement Mirguet, l’ordonnance du 25 novembre 1960 créant l'alinéa 2 de l'article 330 du Code pénal, double la peine minimum pour outrage public à la pudeur quand il s'agissait de rapports homosexuels. Cette discrimination sera supprimée par la loi du 23 décembre 1980, sur proposition du gouvernement Raymond Barre (présentée par Monique Pelletier, secrétaire d’État, reprenant la proposition de loi no 261 du 8 février 1978 d’Henri Caillavet).
En France, le délit d'outrage à la pudeur a disparu dans le nouveau Code pénal de 1994. En droit positif fut définit le délit d’exhibition sexuelle à travers l'article 222-32 du Code pénal de 1994.
« L'exhibition sexuelle imposée à la vue d'autrui dans un lieu accessible aux regards du public est punie d'un an d'emprisonnement et de 15 000 euros d'amende. »
— Article 222-32 du Code pénal
En distinguant le délit d'exhibition sexuelle de la simple nudité, on ne peut plus invoquer la pudeur pour punir celle-ci.

## Autres
Outrage public à la pudeur est également le titre en français d'un roman de Tom Sharpe (titre original : Indecent Exposure), la suite de Mêlée ouverte à Zoulouland, deux intrigues situées en Afrique du Sud dépeignant une société blanche grotesque et violente.